# Leżajsk (gmina wiejska)
Leżajsk (daw. gmina Giedlarowa) – gmina wiejska w województwie podkarpackim, w powiecie leżajskim. W latach 1975–1998 gmina położona była w województwie rzeszowskim.
Siedziba gminy to Leżajsk.
Według danych z 30 czerwca 2004 gminę zamieszkiwało 19 651 osób.

## Struktura powierzchni
Według danych z roku 2002 gmina Leżajsk ma obszar 198,5 km², w tym:
- użytki rolne: 62%
- użytki leśne: 26%

Gmina stanowi 34,05% powierzchni powiatu.

## Demografia
Dane z 31.12.2017 roku
| Opis                              | Ogółem | Ogółem | Kobiety | Kobiety | Mężczyźni | Mężczyźni |
| --------------------------------- | ------ | ------ | ------- | ------- | --------- | --------- |
| jednostka                         | osób   | %      | osób    | %       | osób      | %         |
| populacja                         | 20 269 | 100    | 10 195  | 50,3    | 10 074    | 49,7      |
| gęstość zaludnienia (mieszk./km²) | 102    | 102    | 52      | 52      | 50        | 50        |

- Piramida wieku mieszkańców gminy Leżajsk w 2014 roku[1]

## Sołectwa
Brzóza Królewska, Chałupki Dębniańskie, Dębno, Giedlarowa, Gwizdów-Biedaczów, Hucisko, Maleniska, Piskorowice, Przychojec, Rzuchów, Stare Miasto, Wierzawice
Miejscowości bez statusu sołectwa: Kudłacz, Zerwanka.

## Sąsiednie gminy
Adamówka, Grodzisko Dolne, Krzeszów, Kuryłówka, Leżajsk (miasto), Nowa Sarzyna, Rakszawa, Sieniawa, Sokołów Małopolski, Tryńcza, Żołynia